# Euphthiracarus razdolnicus
Euphthiracarus razdolnicus är en kvalsterart som beskrevs av Wojciech Niedbała 2006. Euphthiracarus razdolnicus ingår i släktet Euphthiracarus och familjen Euphthiracaridae. Inga underarter finns listade i Catalogue of Life.